# David Banderali
David Banderali est un compositeur, artiste lyrique et pédagogue italien né le 12 janvier 1789 à Palazzolo sull'Oglio dans le duché de Milan (actuelle province de Brescia en Lombardie) et mort à Paris le 13 juin 1849.

## Biographie
David Banderali étudie la musique et le chant à Lodi. Il fait ses débuts au teatro Carcano de Milan en 1806 dans l'opéra Non credere alle apparenze, ossia Amore intraprendente de Raffaele Orgitano. Ce rôle rarissime de tenore buffo, registre dont il est considéré comme étant le créateur, lui confère une relative importance dans l'histoire du bel canto italien malgré la brièveté de sa carrière théâtrale. Il chante en effet jusqu'en 1811 sur les scènes italiennes avant d'interrompre sa carrière pour se consacrer à l'enseignement du chant.
Il est nommé maître de chapelle de la cour par la princesse Augusta-Amélie de Bavière (1788-1851), fille du roi de Bavière Maximilien Ier et épouse d'Eugène de Beauharnais, vice-roi d'Italie. Appelé à Moscou par Napoléon Ier, son voyage est fortuitement interrompu à Poznań et il retourne à Milan. Il prend la direction du Teatro dei Filodrammatici où il fait représenter en 1814 Gli Sponsali di Silfi de Giovanni Pacini. Il se produit encore les 11 et 15 avril 1817 et le 7 mars 1819 sur la scène scaligère, pour trois récitals qui seront ses dernières apparitions publiques. Il est nommé en 1822 professeur de chant, de solfège et de théorie musicale au conservatoire de Milan où il a entre autres pour élèves Giovanni Battista Rubini ou Giuditta Pasta.
Sur proposition de Gioachino Rossini, il est nommé maître de chant au Conservatoire de Paris en 1828 par le vicomte  de la Rochefoucauld, directeur des Beaux-Arts. Il est décoré de la Légion d'honneur en 1842 et enseigne jusqu'en 1848. Il a notamment pour élève à Paris Adolphe-Joseph-Louis Alizard.
Il est également compositeur et publie chez Ricordi quatre Ariette italiane per soprano, une Cavatina per soprano, un recueil de vingt-quatre vocalises pour mezzo-soprano, des études de solfège et quelques œuvres de musique vocale de chambre,.